# المنظمة الدولية للإبل
المنظمة الدولية للإبل هي منظمة دولية، غير ربحية، تهدف لتطوير وخدمة كل ما يتعلق بالإبل كموروث ورياضة. تأسست في مارس 2019، ومقرها في العاصمة السعودية، الرياض، وتضم حاليًا 105 من الدول الأعضاء على مستوى قارات العالم الست، وتهدف المنظمة إلى تطوير وخدمة كل ما يتعلق بالإبل كموروث.

## أعضاء مجلس الإدارة
قائمة أعضاء مجلس إدارة المنظمة الدولية للإبل:
| عدد | الاسم                | الدولة           | المنصب                                  |
| --- | -------------------- | ---------------- | --------------------------------------- |
| 1.  | فهد بن فلاح بن حثلين | السعودية         | رئيس مجلس إدارة المنظمة الدولية للإبل   |
| 2.  | اشكات ابيكايف        | قرغيزستان        | النائب الأول                            |
| 3.  | سعد عثمان أحمد       | السودان          | النائب عن قارة أفريقيا                  |
| 4.  | ديفيد موناكو         | إيطاليا          | النائب عن قارة أوروبا                   |
| 5.  | جيلبادرك انكابات     | منغوليا          | النائب عن دول وسط آسيا                  |
| 6.  | عادل الكعبي          | البحرين          | النائب عن جنوب غرب آسيا                 |
| 7.  | اورلاندو دانيل       | الأرجنتين        | النائب عن قارة أمريكا الجنوبية          |
| 8.  | ريسيل دافيدسون       | الولايات المتحدة | النائب عن قارة أمريكا الشمالية (أمريكا) |
| 9.  | أحمد فرقان           | باكستان          | النائب عن شرق آسيا                      |
| 10. | مايكل أرثر           | كندا             | النائب عن قارة أمريكا الشمالية (كندا)   |

## أهداف المنظمة الدولية للإبل
تهدف المنظمة إلى:
- التأكيد على أن الإبل وأنشطتها هي أداة للتفاهم المتبادل والصداقة والإسهام في بناء المجتمعات ورعاية أفرادها.
- تعزيز وتطوير الجوانب المعنوية والمعرفية والفنية والمهارات الأساسية للإبل وأنشطتها.
- الارتقاء بمستوى أعضائها وجميع ممارسي أنشطة الإبل من جميع النواحي الفنية، والثقافية، والاجتماعية، وتنمية المواهب في مجال الإبل وأنشطتها وصناعتها وعلومها.
- توطيد العلاقات الطيبة مع المنظمات والمؤسسات واللجان والاتحادات العربية والإقليمية والقارية والدولية والمنظمات الأهلية المتخصصة في الإبل.
- نشر وتوسيع قاعدة ممارسة وتجهيزات ومواقع أنشطة الإبل في جميع أنحاء العالم، وتسهيل سبل ممارستها وإيجاد المواقع المناسبة لها بالتنسيق مع جهات الاختصاص في كل دولة.
- المحافظة على القواعد والمبادئ الدولية لممارسة أنشطة الإبل وإقرار القواعد والنظم اللازمة لذلك، وفق التعليمات والمبادئ التي تحددها المنظمات الدولية ذات العلاقة.
- تمثيل الإبل وأنشطتها في جميع المنظمات الدولية ذات العلاقة بأفضل صورة ممكنة، والعمل على تحقيق الإنجازات الإقليمية والدولية.
- المحافظة على المنافسة الشريفة والتوعية حول مكافحة ومضار المنشطات.
- تشجيع البحث العلمي والتأليف في مجال الإبل وأنشطتها، وإثراء المكتبة العالمية بالكتب والمذكرات عن الإبل وأنشطتها ودعم الدراسات والمؤلفين والمترجمين.
- المحافظة على أعلى درجات الأمن والسلامة أثناء ممارسة أنشطة الإبل المختلفة، وعقد المؤتمرات والدورات والندوات وإصدار الأنظمة ا لتي تهدف إلى تعزيز جانب السلامة لدى جميع أعضاء المنظمة.
- التعاون والإسهام مع الهيئات الدولية في تطوير وتحديث كل ما يتعلق بأنظمة وقوانين ممارسة أنشطة الإبل.
- إنشاء مراكز البحث العلمي، وتوفير الخبرات الفنية، وتقديم المعونات والمنح للباحثين والدارسين في أنواع العلوم والدراسات الخاصة بالإبل من ألوان المعرفة والثقافة المختلفة، والمساهمة في بناء معرفة عالمية.
- الإسهام في نشر المعرفة عبر البرامج التعليمية والثقافية والمعرفية والتاريخية والرياضية والإعلامية عبر تأسيس المجلات والجرائد والقنوات التلفزيونية الفضائية المرئية والمسموعة.

## المراكز التابعة
يتبع للمنظمة 5 مراكز تقوم بأدوار متختلفة، هذه المراكز هي:
- المركز الدولي للتحكيم والوساطة في منازعات الإبل (تحت التأسيس)
- المركز الدولي لسلالات الإبل (تحت التأسيس)
- المركز الدولي لإعلام الإبل (تحت التأسيس) [6]
- المركز الدولي لمزادات الإبل (تحت التأسيس)
- المركز الدولي لأبحاث الإبل (تحت التأسيس)

## ميثاق المنظمة
- التأكيد على أن الإبل وأنشطتها هي أداة للتفاهم المتبادل والصداقة والإسهام في بناء المجتمعات ورعاية أفرادها.
- تعزيز وتطوير الجوانب المعنوية والمعرفية والفنية والمهارات الأساسية للإبل وأنشطتها.
- الارتقاء بمستوى أعضائها وجميع ممارسي أنشطة الإبل من جميع النواحي الفنية، والثقافية، والاجتماعية، وتنمية المواهب في مجال الإبل وأنشطتها وصناعتها وعلومها.
- توطيد العلاقات الطيبة مع المنظمات والمؤسسات واللجان والاتحادات العربية والإقليمية والقارية والدولية والمنظمات الأهلية المتخصصة في الإبل.
- نشر وتوسيع قاعدة ممارسة وتجهيزات ومواقع أنشطة الإبل في جميع أنحاء العالم، وتسهيل سبل ممارستها وإيجاد المواقع المناسبة لها بالتنسيق مع جهات الاختصاص في كل دولة.
- المحافظة على القواعد والمبادئ الدولية لممارسة أنشطة الإبل وإقرار القواعد والنظم اللازمة لذلك، وفق التعليمات والمبادئ التي تحددها المنظمات الدولية ذات العلاقة.
- تمثيل الإبل وأنشطتها في جميع المنظمات الدولية ذات العلاقة بأفضل صورة ممكنة، والعمل على تحقيق الإنجازات الإقليمية والدولية.
- المحافظة على المنافسة الشريفة والتوعية حول مكافحة ومضار المنشطات.
- تشجيع البحث العلمي والتأليف في مجال الإبل وأنشطتها، وإثراء المكتبة العالمية بالكتب والتراجم عن الإبل وأنشطتها ودعم الدراسات والمؤلفين والمترجمين.
- المحافظة على أعلى درجات الأمن والسلامة أثناء ممارسة أنشطة الإبل المختلفة، وعقد المؤتمرات والدورات والندوات وإصدار الأنظمة التي تهدف إلى تعزيز جانب السلامة لدى جميع أعضاء المنظمة.
- التعاون والإسهام مع الهيئات الدولية في تطوير وتحديث كل ما يتعلق بأنظمة وقوانين ممارسة أنشطة الإبل.
- إنشاء مراكز البحث العلمي، وتوفير الخبرات الفنية، وتقديم المعونات والمنح للباحثين والدارسين في أنواع العلوم والدراسات الخاصة بالإبل من ألوان المعرفة والثقافة المختلفة، والمساهمة في بناء معرفة عالمية.
- الإسهام في نشر المعرفة عبر البرامج التعليمية والثقافية والمعرفية والتاريخية والرياضية والإعلامية عبر تأسيس المجلات والجرائد والقنوات التلفزيونية الفضائية المرئية والمسموعة.

## السنة الدولية للإبليات 2024
في أبريل عام 2024، نظم (الاتحاد الفرنسي لتنمية الإبليات في فرنسا وأوروبا) مسيرة للإبل في شوارع فرنسا، تمر أمام برج إيفل وتنتهي أمام مقر منظمة الأمم المتحدة للتربية والعلم والثقافة "اليونسكو" بباريس، وذلك بمناسبة قرار الأمم المتحدة بتسمية عام 2024 "السنة الدولية للإبليات" تحت مظلة المنظمة الدولية للإبل وبالتعاون مع وزارة الثقافة السعودية ونادي الإبل السعودي، وقد شاركت السعودية بالمسيرة مع 30 دولة أخرى وبـ أكثر من 50 رأس من الإبل. حضر المسيرة عدد من المنظمات والاتحادات الدولية لتعريف المجتمع الدولي بمبادرة وزارة الثقافة السعودية بتسمية عام 2024 "عام الإبل" ولذلك لتسليط الضوء على قيمته كرمز ثقافي والتعريف بالموروث المرتبط به.

## وصلات خارجية
- الموقع الرسمي